# Pétros Saróglou
Pétros Saróglou ou Sároglos (grec moderne : Πέτρος Σαρόγλου ou Σάρογλος; Athènes, 1864 - Loutráki, 1920) est un militaire grec et officier d'artillerie de l'armée grecque, ainsi que bienfaiteur national.

## Biographie
Issu d'une famille aisée, Saróglou naît à Athènes, en 1864.

### Origines
Son père est Zafírios Saróglou, marchand grec installé dans la région des principautés danubiennes, plus précisément dans la ville de Roustchouk, aujourd'hui située à la frontière entre la Bulgarie et la Roumanie, et actif dans l'exportation de blé et de caviar depuis le territoire de l'Empire russe vers l'Europe. Ces transactions commerciales lui permettent d'établir des relations étroites avec les cercles impériaux de Moscou, tout en contribuant à son propre enrichissement. Plus tard, Zafírios Saróglou, accompagné de son épouse Anna, d'origine russe, rentre en Grèce, plus précisément à Athènes, où il s'installe dans une demeure située sur la rue Stadíou, à proximité de la place Omónia, développant une intense activité dans le domaine des arts et de l'éducation, grâce à son implication personnelle dans la Société des amis de l'éducation (grec moderne : Φιλεκπαιδευτική Εταιρεία).

### Études
En 1878, à l'âge de 14 ans, Pétros Saróglou intègre l'École des Évelpides, d'où il sort après sept ans avec le grade de lieutenant d'artillerie.

### Carrière
Pendant la guerre gréco-turque de 1897, Saróglou y participe en tant que lieutenant, avant d'être démobilisé au cours de l'année suivante. En tant qu'officier de réserve, il reçoit le grade de capitaine, en 1910, et celui de major, en 1914. Pendant la Première Guerre mondiale, il y participe en tant qu'officier de réserve cantonné à l'arrière des lignes de l'armée grecque.

### Idéologie, militantisme et bienfaisance
Partisan de la Grande Idée, Saróglou participe à la lutte pour la Macédoine, à travers sa participation au sein du Comité gréco-macédonien (en), dont il est l'un des membres fondateurs.
En marge de sa carrière militaire, il développe un travail social important en finançant des écoles, des hôpitaux, des églises, ainsi que d'autres institutions.
Grâce à sa situation financière, il est en mesure d'acquérir une importante collection personnelle, composée d'armes, de peintures, d'icônes datant de la période byzantine, de pièces de monnaie, de bijoux et de meubles, provenant de Grèce, ainsi que d'autres pays du monde. Aujourd'hui, les différents objets de sa collection personnelle sont exposés dans des musées et des établissements tels que, entre autres, le Musée de la Guerre d’Athènes, le Musée byzantin et chrétien d'Athènes, le Musée numismatique d'Athènes, le Musée Goulandrís d'histoire naturelle, ainsi que le Palais Saróglio (el).

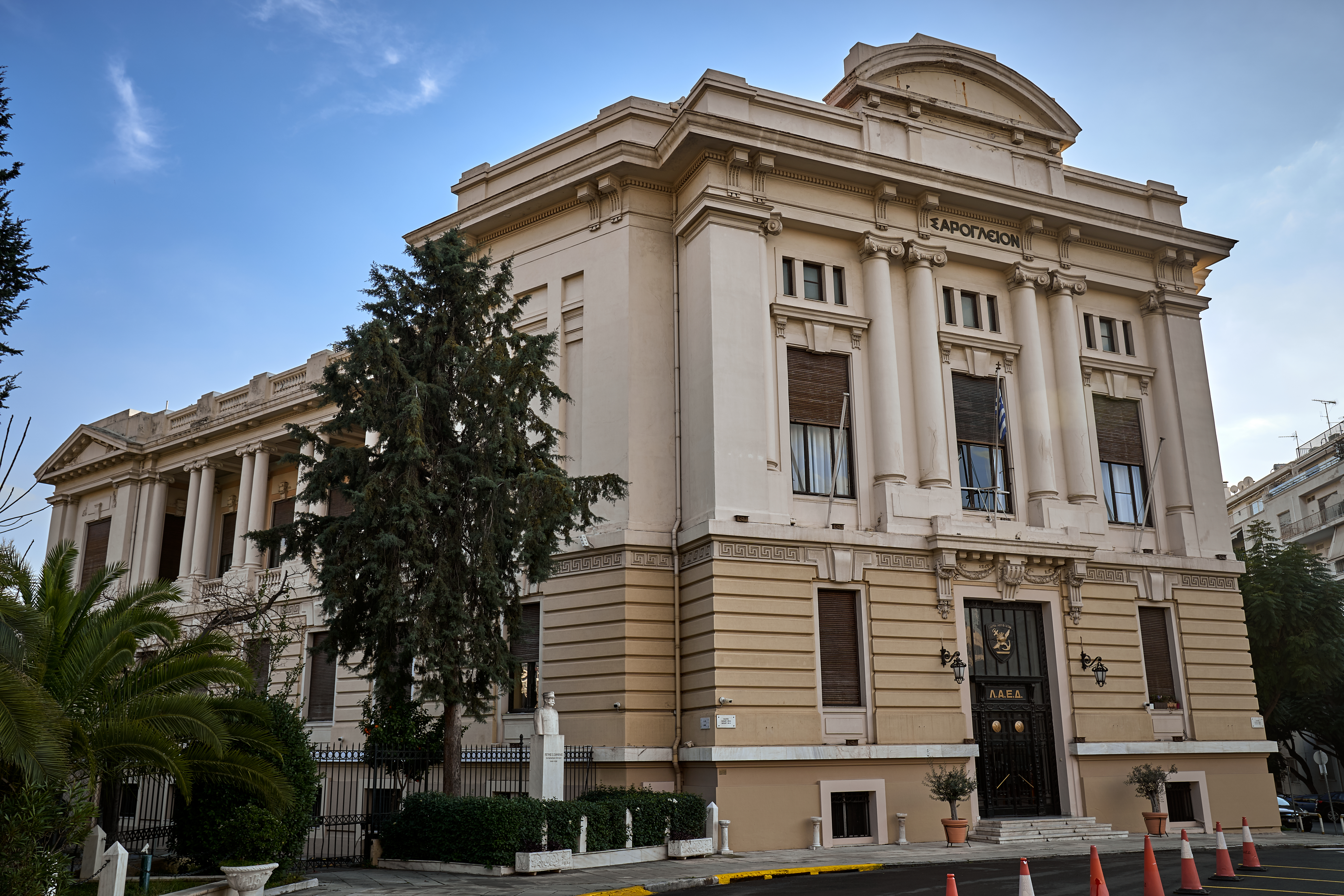
Le Palais Saróglio depuis l'avenue Vasilíssis Sofías à Athènes.

Par son testament, il lègue ses biens au « Club des officiers des armées de terre et de mer », souhaitant, également, qu'une partie de ses biens soit dédiée à la construction de ce qui devient, par la suite, le Club des officiers ou Palais Saróglio.

### Décès
Saróglou meurt à Loutráki, au cours de l'été 1920, à l'âge de 55 ans, d'une crise cardiaque.